# U55 (Berlijn)
De U55 was een tijdelijke lijn van de metro van Berlijn. De 1,8 kilometer lange pendellijn met drie stations verbond het centraal station van de stad, Berlin Hauptbahnhof, met het S-Bahnstation Brandenburger Tor. Het lijntje werd geopend op 8 augustus 2009 en vormde het westelijkste deel van een verlenging van de U5; de verbinding met de rest van U5 werd op 4 december 2020 in gebruik genomen en vanaf dat moment was het tracé onderdeel van de U5.
De U55 wordt ook wel Kanzler-U-Bahn ("kanseliersmetro") genoemd, omdat tot de bouw ervan werd besloten op initiatief van de Duitse bondsregering en omdat de lijn een belangrijke ontsluiting vormt voor de Berlijnse regeringswijk, het Regierungsviertel.

## Geschiedenis
De eerste plannen voor een westelijke verlenging van U5 waren reeds opgenomen in het zogenaamde 200-Kilometer-Plan van het West-Berlijnse stadsbestuur uit het midden van de jaren 1950. Na de Duitse Hereniging kwam een aantal metroverbindingen tussen Oost- en West-Berlijn weer in gebruik en werden er ook weer plannen voor nieuwe metrolijnen ontwikkeld. Een van de voorgestelde projecten betrof een verlenging van U5 vanaf de Alexanderplatz via de boulevard Unter den Linden en de regeringswijk naar het Hauptbahnhof. Deze lijn is een belangrijke ontbrekende schakel in het Berlijnse metronet, die een betere verbinding van de langs het oostelijke deel van U5 gelegen wijken met het centrum creëert en tevens het nieuwe centraal station en het Regierungsviertel ontsluit. Aan het traject zouden zes nieuwe stations gebouwd worden:

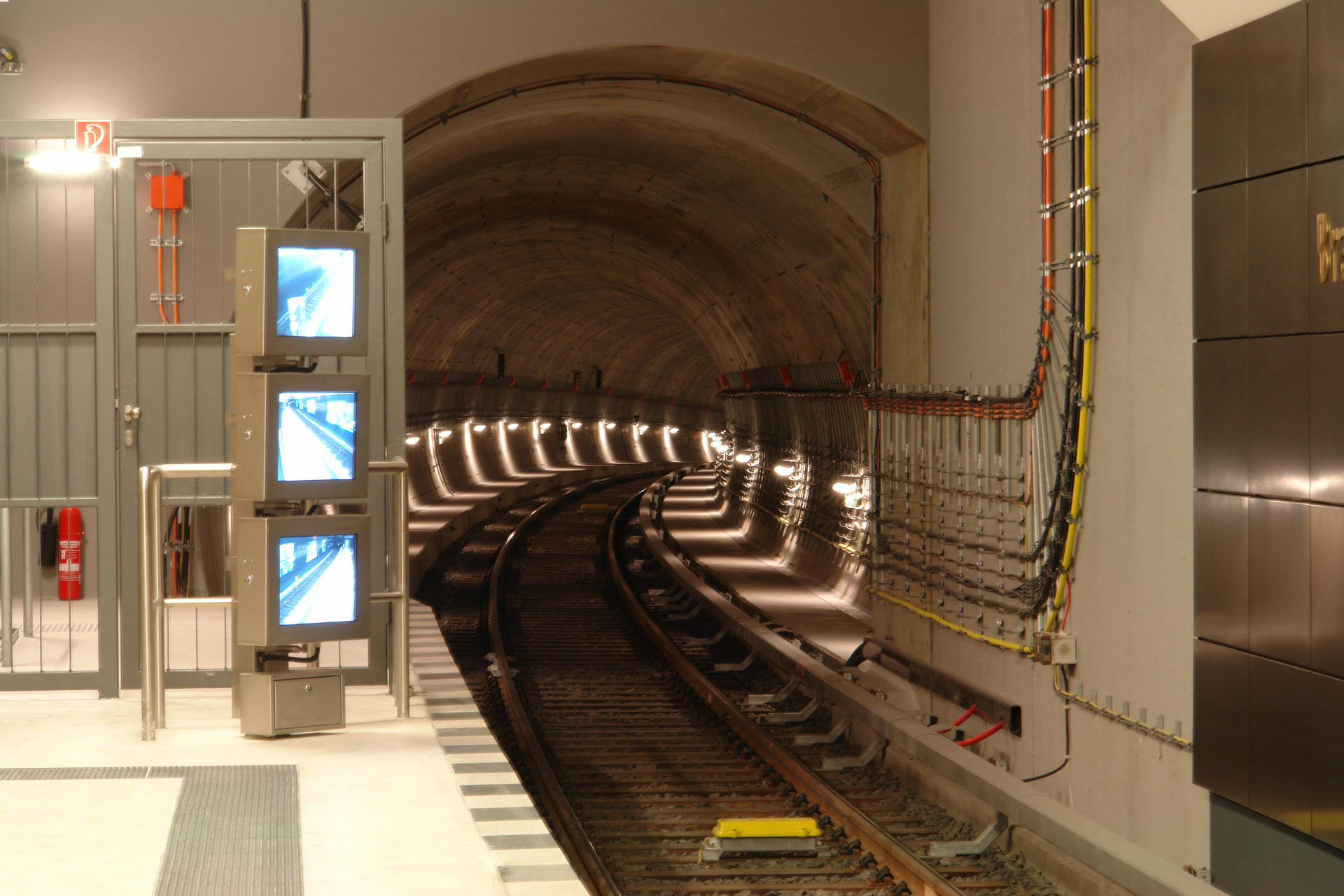
Blik in de geboorde tunnel vanuit station Brandenburger Tor

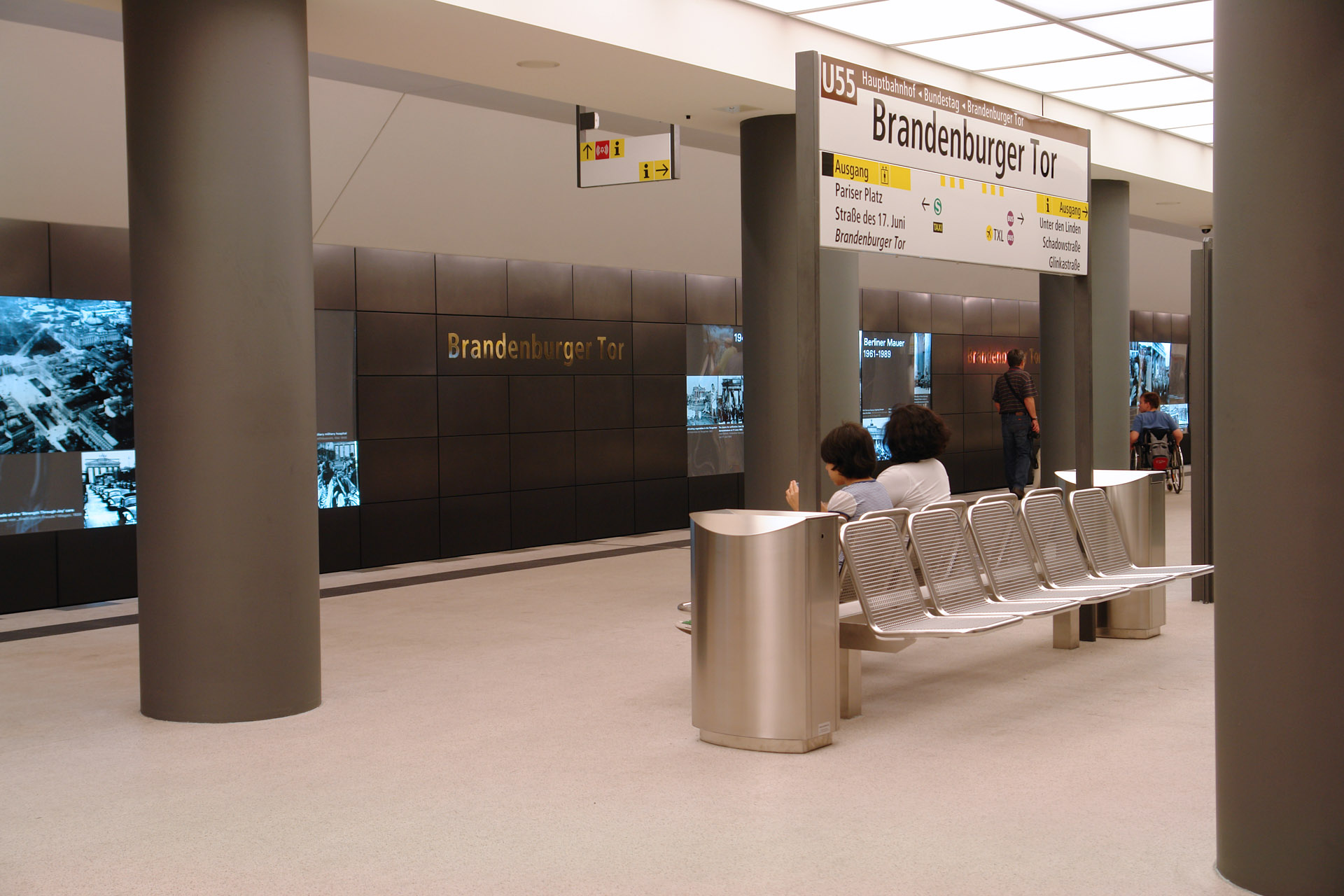
Perron van station Brandenburger Tor

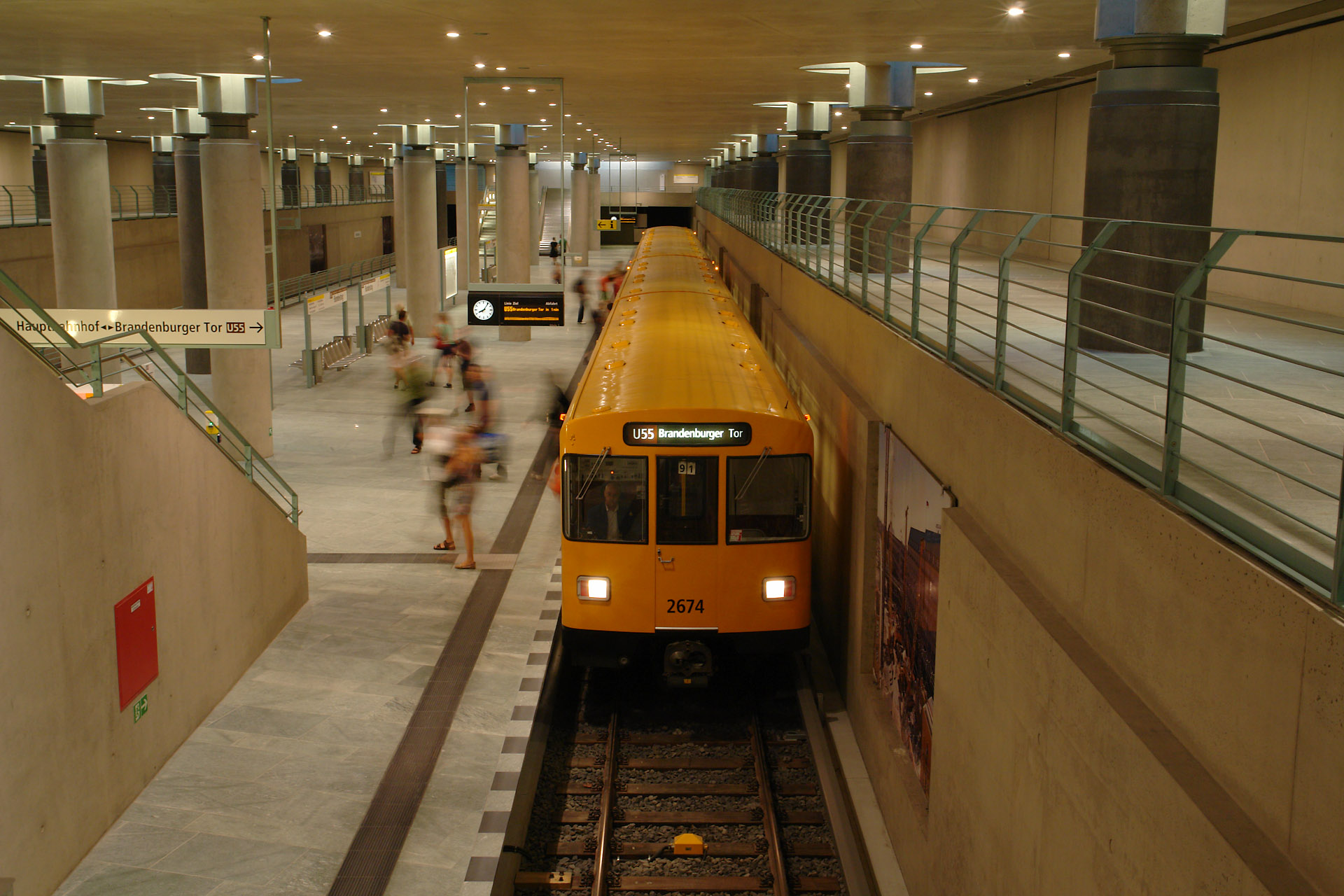
Station Bundestag

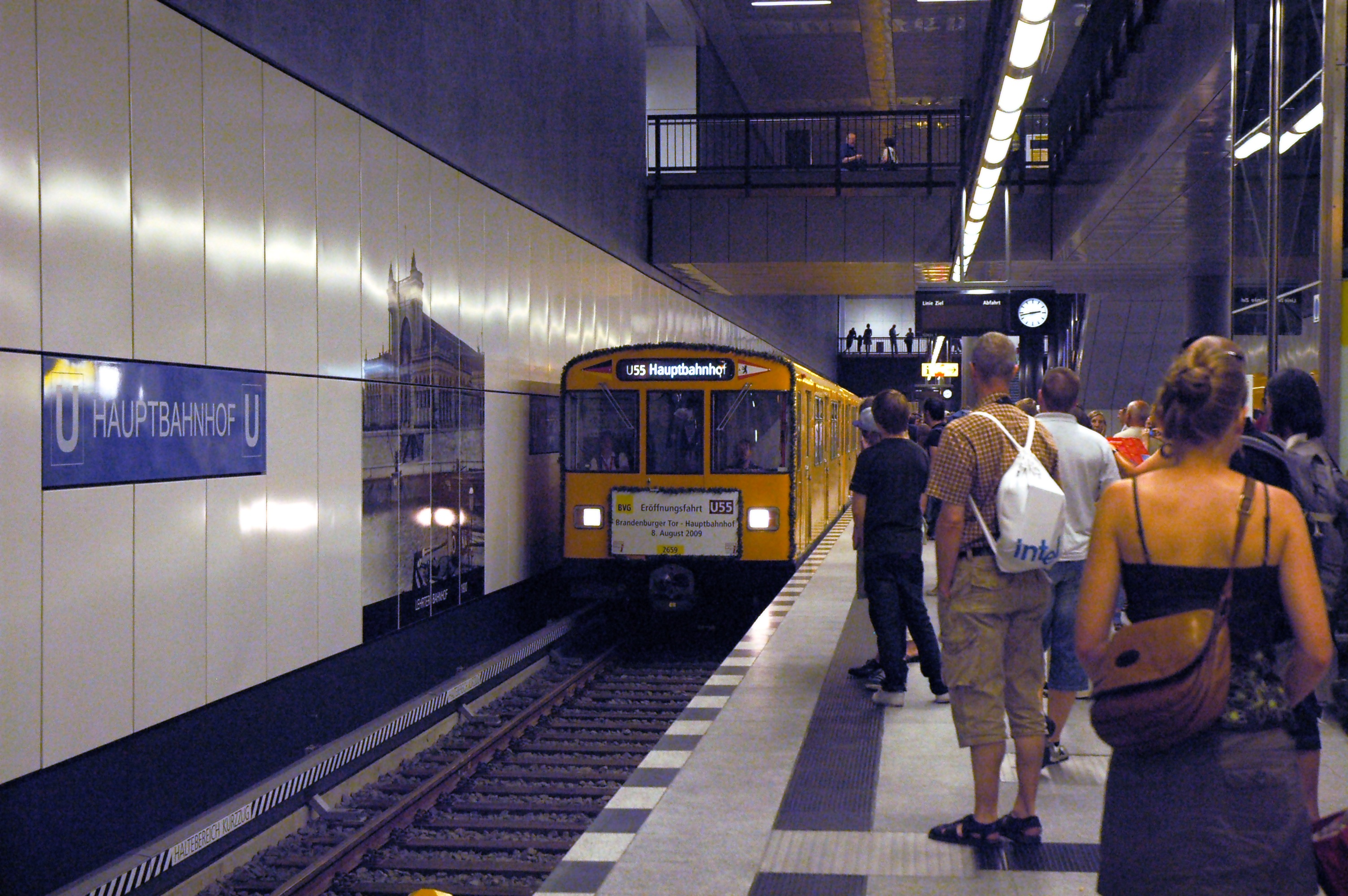
Versierde trein ter gelegen van de opening op 8 augustus 2009 in station Hauptbahnhof

- Rotes Rathaus - onder de Karl-Liebknecht-Straße, nabij het Rotes Rathaus
- Museumsinsel - onder de Schlossplatz, nabij het Museumsinsel en de Lustgarten
- Unter den Linden - onder de kruising van Unter den Linden en de Friedrichstraße, overstap op de U6
- Brandenburger Tor - onder Unter den Linden en de Pariser Platz, overstap op de noord-zuidlijnen van de S-Bahn
- Bundestag - tussen de Otto-von-Bismarck-Allee en de Paul-Löbe-Allee, nabij het Bundeskanzleramt en gebouwen van de Bondsdag
- Hauptbahnhof, parallel aan de noord-zuidspoortunnel

In het einde van de jaren 1990 begon men met de aanleg van het nieuwe traject.

### Bouwstop en tussenoplossing
In 2001 legde het Berlijnse stadsbestuur het project stil vanwege een gebrek aan financiële middelen. De bouw van de tunnel tussen het Hauptbahnhof en de Brandenburger Tor was ondertussen grotendeels afgerond. Het in ruwbouw gereed zijnde station Bundestag (oorspronkelijke naam: Reichstag) kwam in gebruik als locatie voor diverse evenementen en filmopnames.
De bondsregering dreigde echter de al verstrekte financiële bijdrage aan de bouw van de metrolijn terug te vorderen als deze niet afgebouwd zou worden. In 2003 werd daarom besloten het westelijke, grotendeels reeds aangelegde deel van de verlenging tijdelijk als enkelsporige pendellijn in dienst te nemen onder het lijnnummer U55. Hoewel op deze korte lijn slechts een beperkt aantal reizigers te verwachten is, concludeerde het stadsbestuur dat de kosten van de bouw en dienstuitvoering op deze manier lager uitvallen dan wanneer de subsidie aan de bondsregering terugbetaald zou moeten worden. Het nog niet gebouwde station Brandenburger Tor zou hiertoe oorspronkelijk alleen voor korte treinen geschikt worden gemaakt en over slechts één uitgang beschikken. Later werd echter besloten dit station meteen volledig af te bouwen. Tot oktober 2005 werd er nog rekening mee gehouden dat de lijn al tijdens het WK voetbal 2006 provisorisch in dienst zou kunnen komen. Vanwege problemen met het beheersen van de grondwaterspiegel liep de bouw echter vertraging op. Ook een voor de opening van het centraal station op 28 mei 2006 aangekondigde pendeldienst tussen Hauptbahnhof en Bundestag ging vanwege een gebrek aan rentabiliteit niet door. Uiteindelijk kwam het drie stations tellende lijntje in gebruik op 8 augustus 2009.

## Dienstuitvoering
Aangezien de reistijd van begin- tot eindpunt slechts 2 minuten bedroeg, kon voor de gehele dienst op de U55 met één trein worden volstaan. Deze trein, bestaande uit vier rijtuigen in de spits en twee in de daluren, pendelde iedere tien minuten heen en weer. Omdat de U55 niet fysiek verbonden was met de rest van het metrosysteem, werden rijtuigen indien noodzakelijk met diepladers over straat vervoerd en vervolgens op het spoor gezet door ze in een tunnelopening ten noorden van Hauptbahnhof te laten zakken.

## Toekomst
De bouw van de ontbrekende tunnel tot de Alexanderplatz is conform het Hauptstadtvertrag (waarin de aan de financiering door de Bondsregering verbonden voorwaarden zijn opgenomen) in 2010 begonnen. De tunnel is op 4 december 2020 in gebruik genomen ten behoeve van de verlenging van lijn U5. Lijn U55 is op dat moment opgeheven. Verdere plannen behelzen het doortrekken van de lijn van Hauptbahnhof naar het westen, via Turmstraße (U9) tot Jungfernheide (U7 en S-Bahn). Van daaruit zal de lijn wellicht het terrein van de voormalige Luchthaven Tegel bereiken, of naar woongebieden in Reinickendorf doorgetrokken worden.

## Kaart

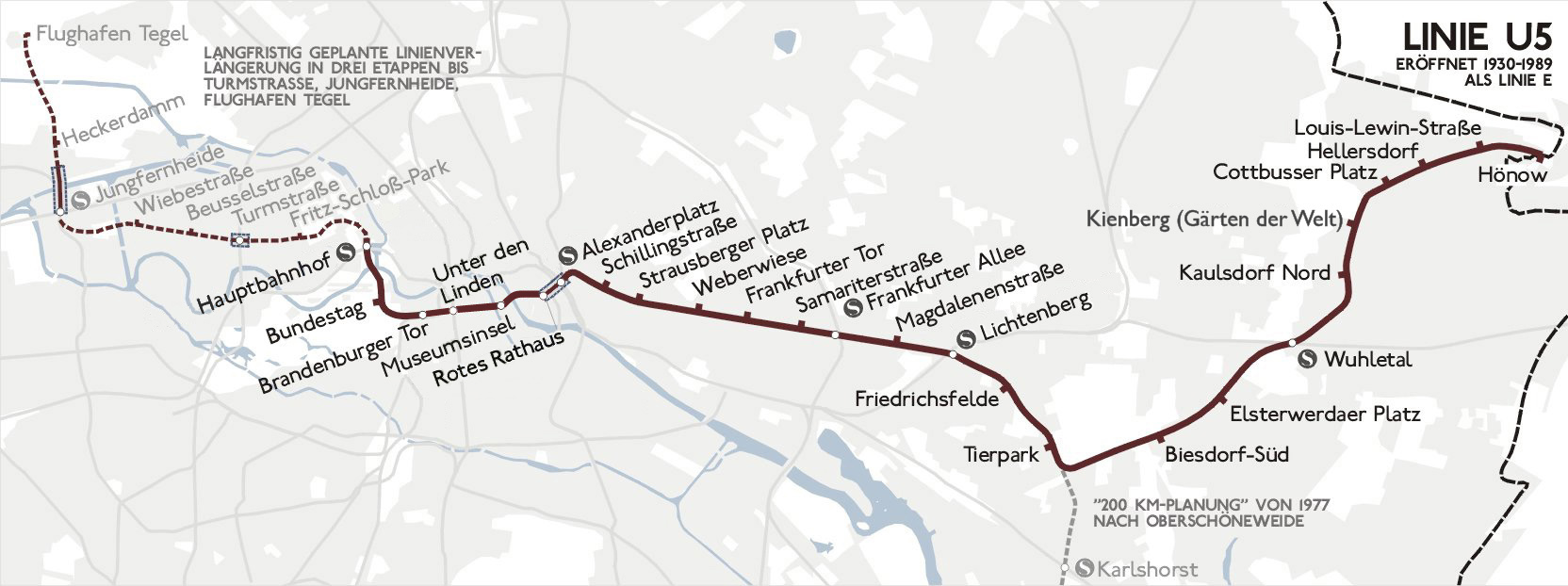
Kaart van U55, U5 en de geplande verbinding tussen beide